# Mittelsaida
Mittelsaida ist ein Ortsteil der sächsischen Gemeinde Großhartmannsdorf im Landkreis Mittelsachsen.

## Geografie

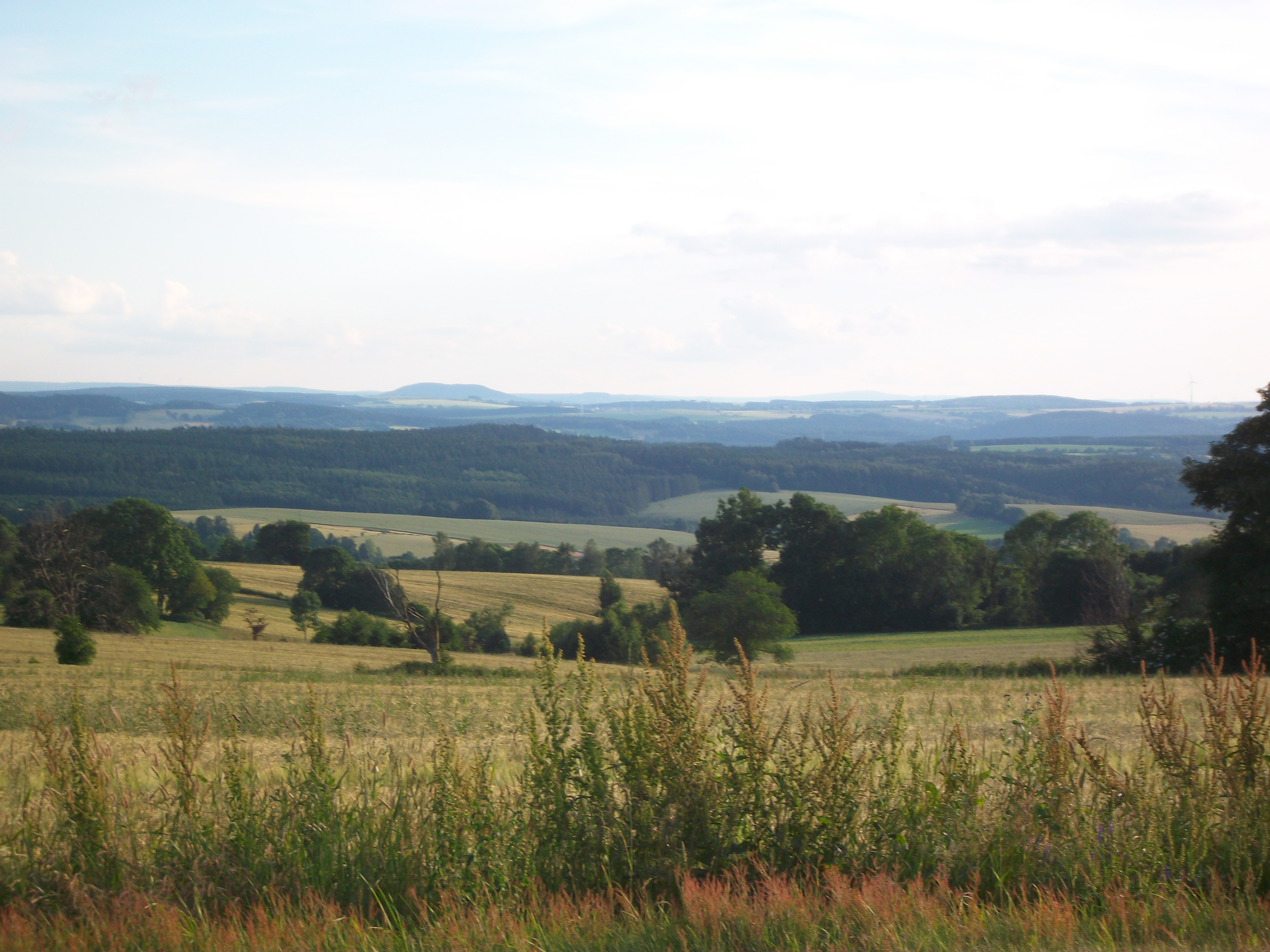
Mittleres Erzgebirge, Ausblick bei Mittelsaida

### Lage
Das Waldhufendorf Mittelsaida liegt etwa 6,5 Kilometer südöstlich von Eppendorf im Erzgebirge. Die Ortslage erstreckt sich über etwa 2 Kilometer entlang des Saidenbachs, welcher der gleichnamigen Talsperre zufließt. Nahe dem östlichen Ortsende durchquert die Bundesstraße 101 Annaberg-Buchholz–Freiberg Mittelsaida. Die Staatsstraße 207 Oederan–Sayda durchquert den Ort etwa in der Mitte. Über weitere Straßenverbindungen bestehen Anschlüsse an Nieder- und Obersaida.

### Nachbarorte
| Großwaltersdorf |                                             | Großhartmannsdorf |
| Lippersdorf     | Kompassrose, die auf Nachbargemeinden zeigt | Obersaida         |
| Niedersaida     | Haselbach                                   | Dörnthal          |

## Geschichte

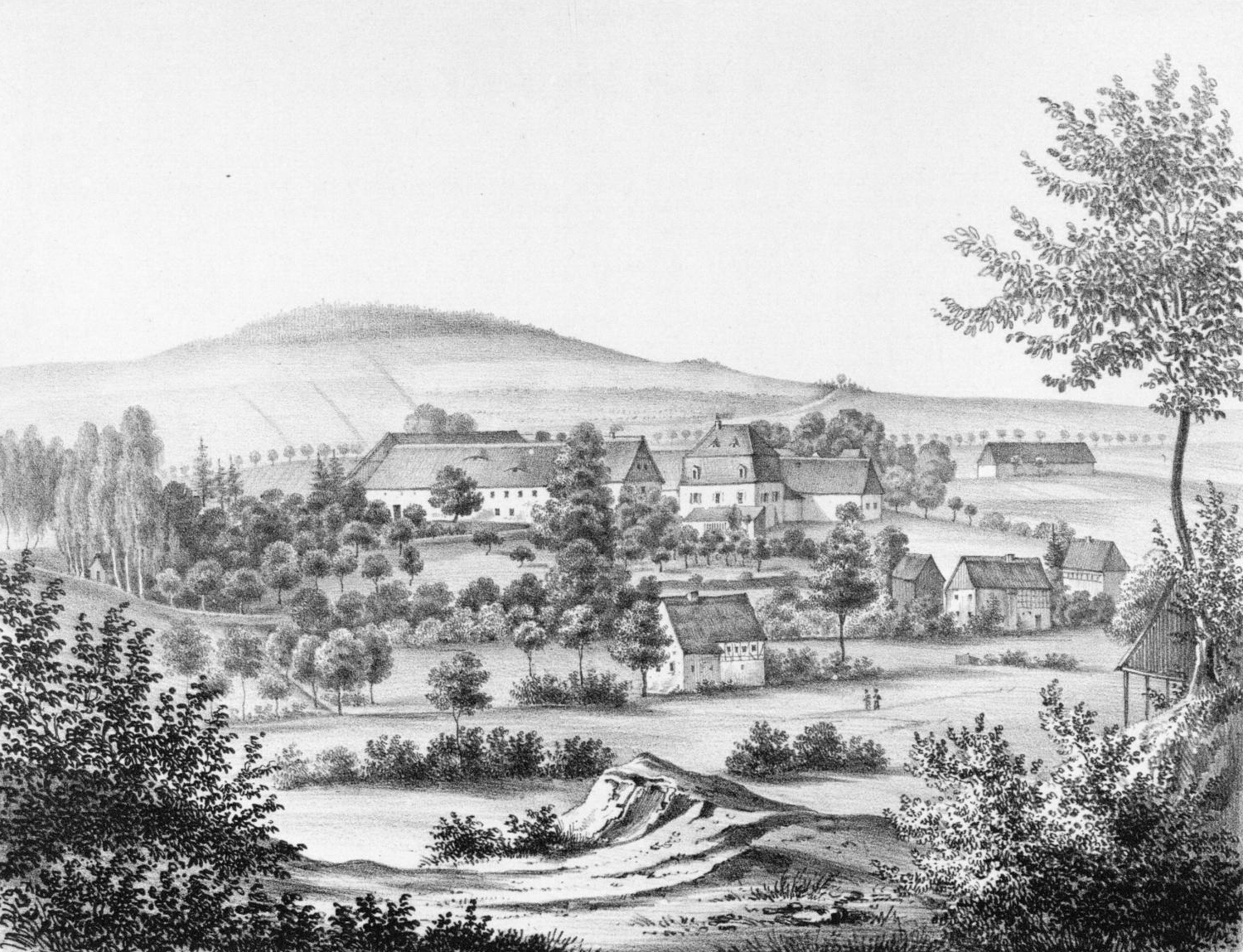
Rittergut Mittelsaida (um 1860)

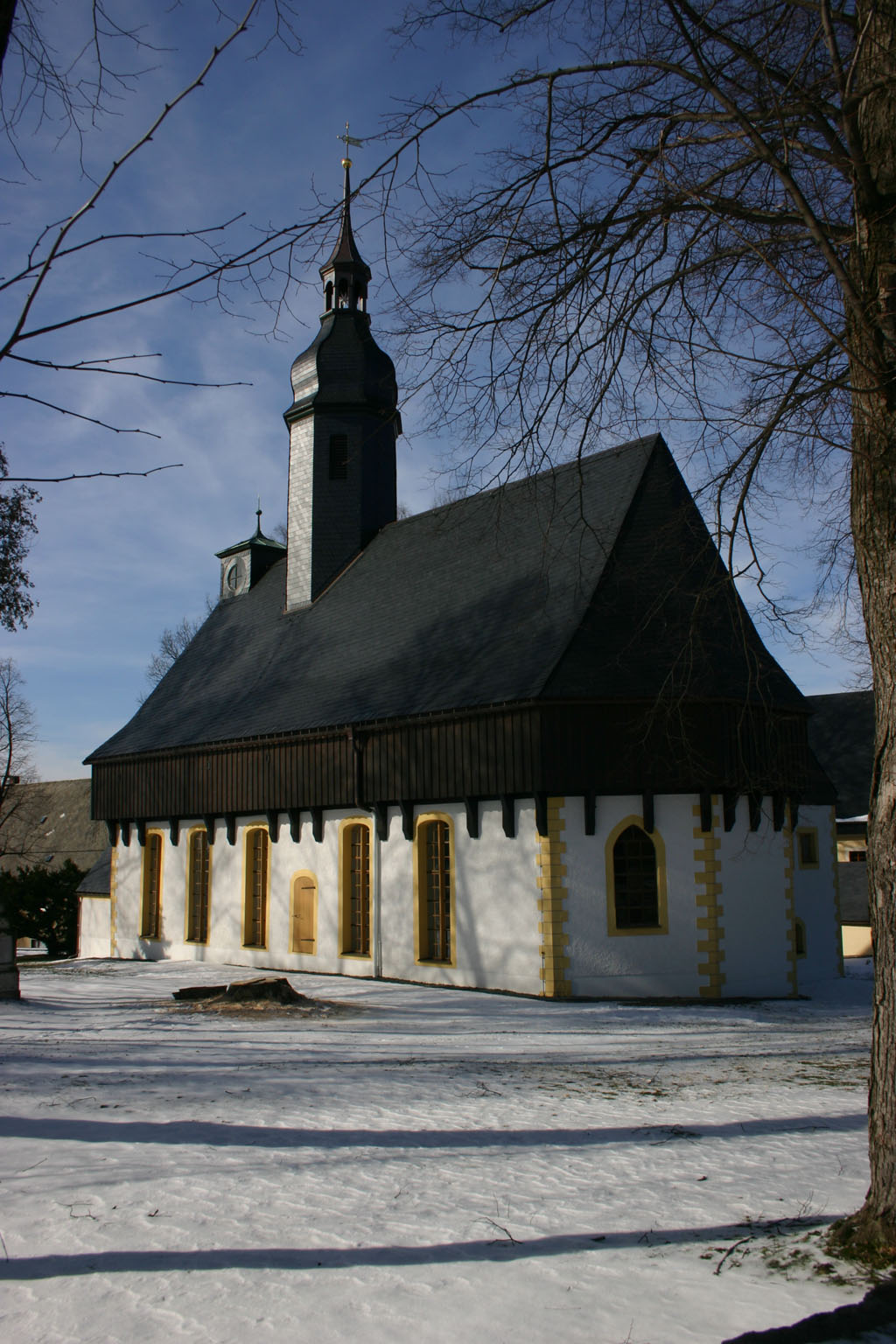
Wehrkirche Mittelsaida

Die erste urkundliche Erwähnung des Ortes datiert aus dem Jahre 1434 als Mittel Seide.
Es wird angenommen, dass der Ort in der zweiten Hälfte des 12. Jahrhunderts im Zuge der bäuerlichen Kolonisation des Erzgebirges gegründet wurde. Mit Anlegung des im Jahre 1378 erstmals erwähnten Ortes wird auf der Pfarrhufe auch eine Kirche errichtet, deren Aussehen jedoch nicht bekannt ist. Um die Mitte des 15. Jahrhunderts bestand ein rechteckiger Kirchensaal unbekannten Alters (eventuell 13. Jahrhundert), der im Jahre 1475 ein Wehrgeschoss erhielt. Die Kirche wurde 1581 (Choranbau), 1701 (Erneuerung des Dachreiters) und 1728 (Erweiterung nach Norden) umgebaut und erweitert.
Am 1. Januar 1993 wurde Mittelsaida nach Großhartmannsdorf eingemeindet.

## Einwohnerentwicklung

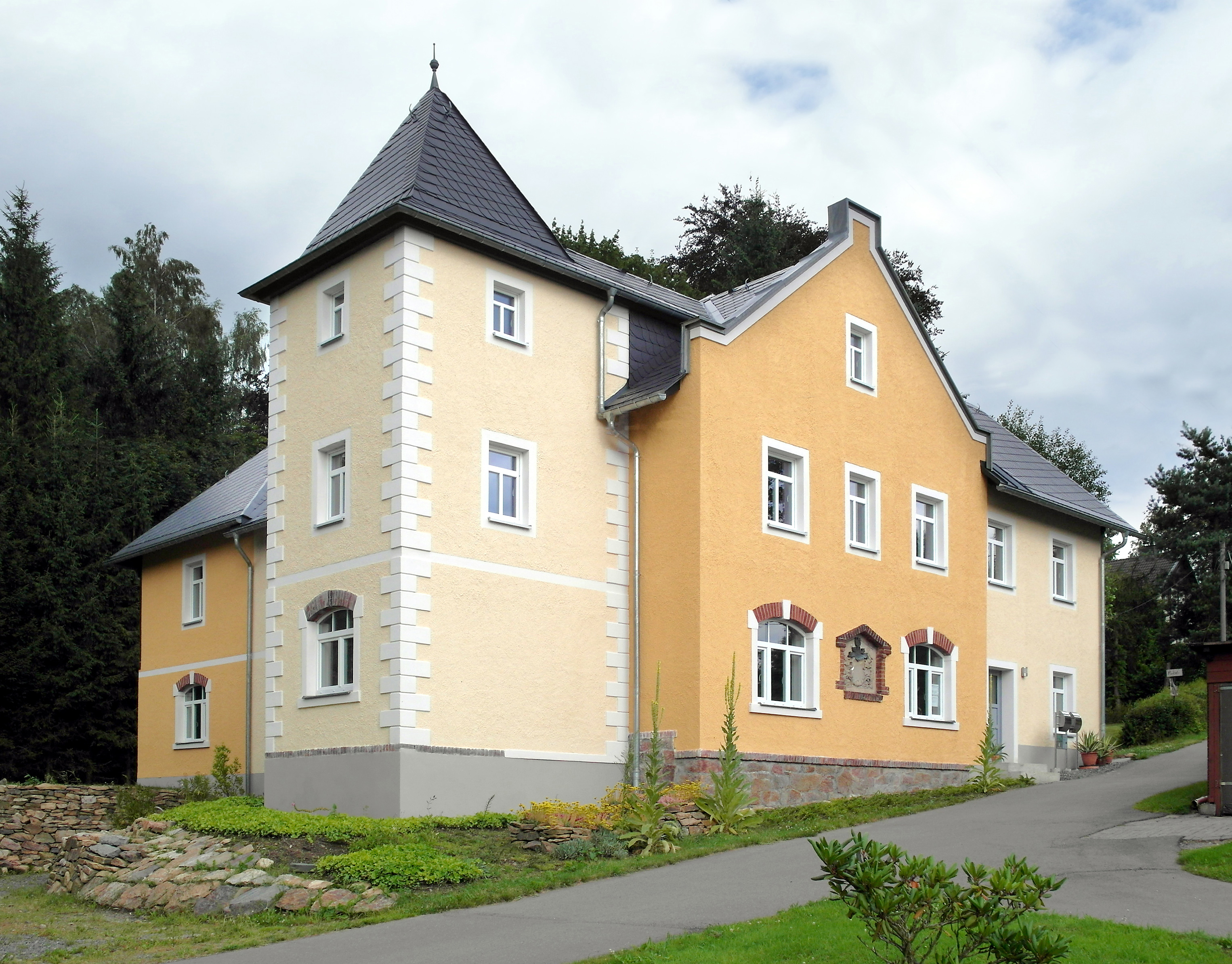
Ehem. Rittergut Mittelsaida 2016

| Jahr | Einwohnerzahl                                        |
| ---- | ---------------------------------------------------- |
| 1552 | 22 besessene Mann, 24 Inwohner                       |
| 1748 | 21 besessene Mann, 8 Gärtner, 21 Häusler, 23 ½ Hufen |
| 1834 | 643                                                  |
| 1871 | 910                                                  |

| Jahr | Einwohnerzahl |
| ---- | ------------- |
| 1890 | 859           |
| 1910 | 760           |
| 1925 | 698           |
| 1939 | 769           |

| Jahr | Einwohnerzahl |
| ---- | ------------- |
| 1946 | 876           |
| 1950 | 838           |
| 1964 | 789           |
| 1990 | 663           |

| Jahr | Einwohnerzahl |
| ---- | ------------- |
| 2020 | 469           |